# Viktorie Mertová
Viktorie Mertová (* 1991) je česká vysokoškolská pedagožka a televizní osobnost, od roku 2022 pod přezdívkou Belladonna členka týmu „lovců“ v soutěžním pořadu Na lovu. Absolvovala studium politologie a teritoriálních studií na FSV UK a tamtéž přednášela dějiny Severní Ameriky a základy akademické práce.
Je starší ze dvou dcer Zdenka Merty a Zory Jandové. Příležitostně hraje v amatérském divadle Teritoriální tyjátr vedeném jejím manželem Jiřím Volákem, také absolventem FSV UK. Mají dceru Magdalénu.